# Ревель, Жак
Жак Ревель (фр. Jacques Revel) — французский историк.

## Биография
Родился в 1942 году в Авиньоне. Среднее образование получил в Лицее Лаканаль и Лицее Людовика Великого.
В 1963–1968 годах учился в Высшей нормальной школе. Преподавал во Французской школе Рима, в Сорбонне, в Высшей нормальной школе, в Высшей школе социальных наук. В 1995–2004 годах — президент Высшей школы социальных наук.

## Научная деятельность
Жак Ревель — представитель четвертого поколения французской исторической Школы «Анналов».  В начале своей профессиональной деятельности занимался социальной и культурной историей Европы XVI—XVII веков (в частности Италии), затем сосредоточился на историографии XIX—XX веков.

## Книги
- Критический путь. Двенадцать испытаний социальной истории. Париж. Galaade. 2006. 448 с.